# Naturschutzgebiet Krabbenheider Bach in Gevelsberg
Das Naturschutzgebiet Krabbenheider Bach in Gevelsberg liegt auf dem Stadtgebiet von Gevelsberg – dem Ennepe-Ruhr-Kreis angehörig. Das Gebiet ist ein Teil des Asbecker-Bachtals im Norden des Kerngebietes von Gevelsberg. Das nordwestlichste Ende liegt an der Autobahn A1 südlich der AS Gevelsberg, das südöstliche Ende an der Eisenbahnlinie (Gevelsberg-Hagen).
Das 29,6 ha große Naturschutzgebiet mit der Schlüsselnummer EN-020 besteht aus drei eng zusammenliegenden Teilflächen.

## Beschreibung
Das Naturschutzgebiet ist ein typisches Wiesental des unteren Mittelgebirges. Geprägt vom hohen Grundwasserstand, ist das Sohlental zu weiten Teilen mit seggen- und binsenreichem Nassgrünland bedeckt.
Die gesamte Fläche wird vom naturnahen und unverbauten Krabbenheider Bach durchflossen. Er wird von gut ausgebildeten Erlen- und Weidenufergehölzen, die nur im mittleren Abschnitt fehlen, begleitet. Der Bachlauf selbst weist eine hohe strukturelle Vielfalt auf. Flach- und Steilufer an Prallhängen sind vorhanden, im Bachbett finden sich Schotter- und Schlammbänke, die sich mit Tiefstellen, Gumpen und Überrieselungsstellen mit Grobsedimenten abwechseln.
Der Talzug stellt einen typischen Ausschnitt reichstrukturierter, kleinbäuerlicher Kulturlandschaft der Mittelgebirgsschwelle dar und ist daher auch von kulturhistorischer Bedeutung.
Im artenreiche Schutzgebiet weist eine große Anzahl von seltenen und besonders schützenswerten Pflanzenarten auf, wie z. B.: Teufelsabbiss (Succisa pratensis), Sumpf-Schafgarbe (Achillea ptarmica), Kuckucks-Lichtnelke (Lychnis flos-cuculi), Sumpf-Schwertlilie (Iris pseudacorus) und Sumpf-Dotterblume (Catha palustris).
Von den seltenen und besonders schützenswerten Tierarten, die im Gebiet heimisch sind, seinen auszugsweise hervorzuheben: Steinkauz (Athene noctua), Kiebitz (Vanellus vanellus), Ringelnatter (Natrix natrix), Wasserspitzmaus (Neomys fodiens), Zwergmaus (Micromys minutus), Bachneunauge (Lampetra planeri), Groppe (Cottus gobio) und Kleines Wiesenvögelchen (Coenonympha pamphilus).

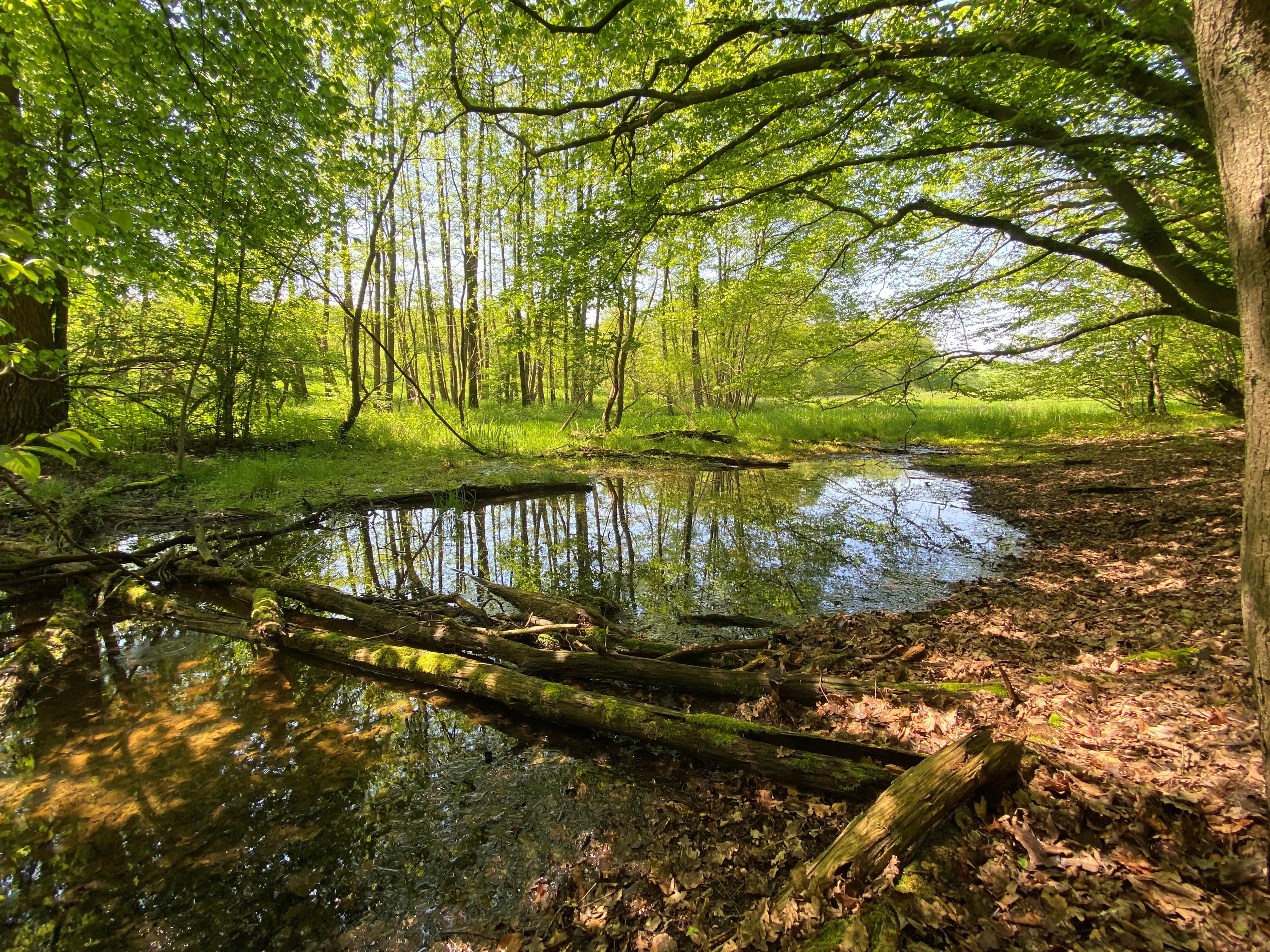
NSG Krabbenheider Bach in Gevelsberg nordwestl. Teil
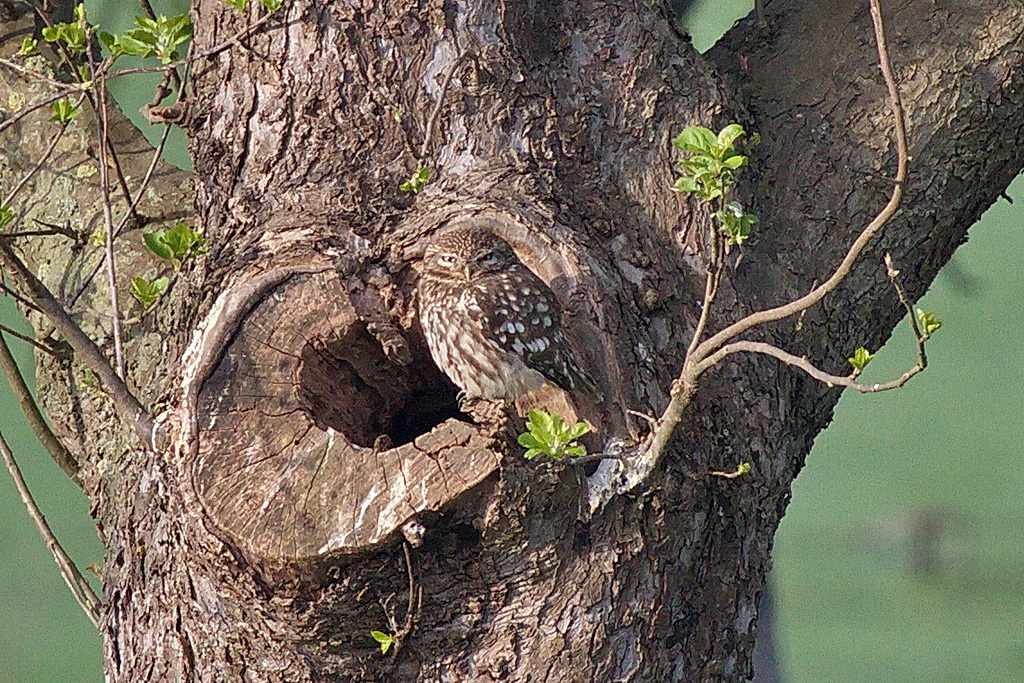
Steinkauz (Athene noctua)
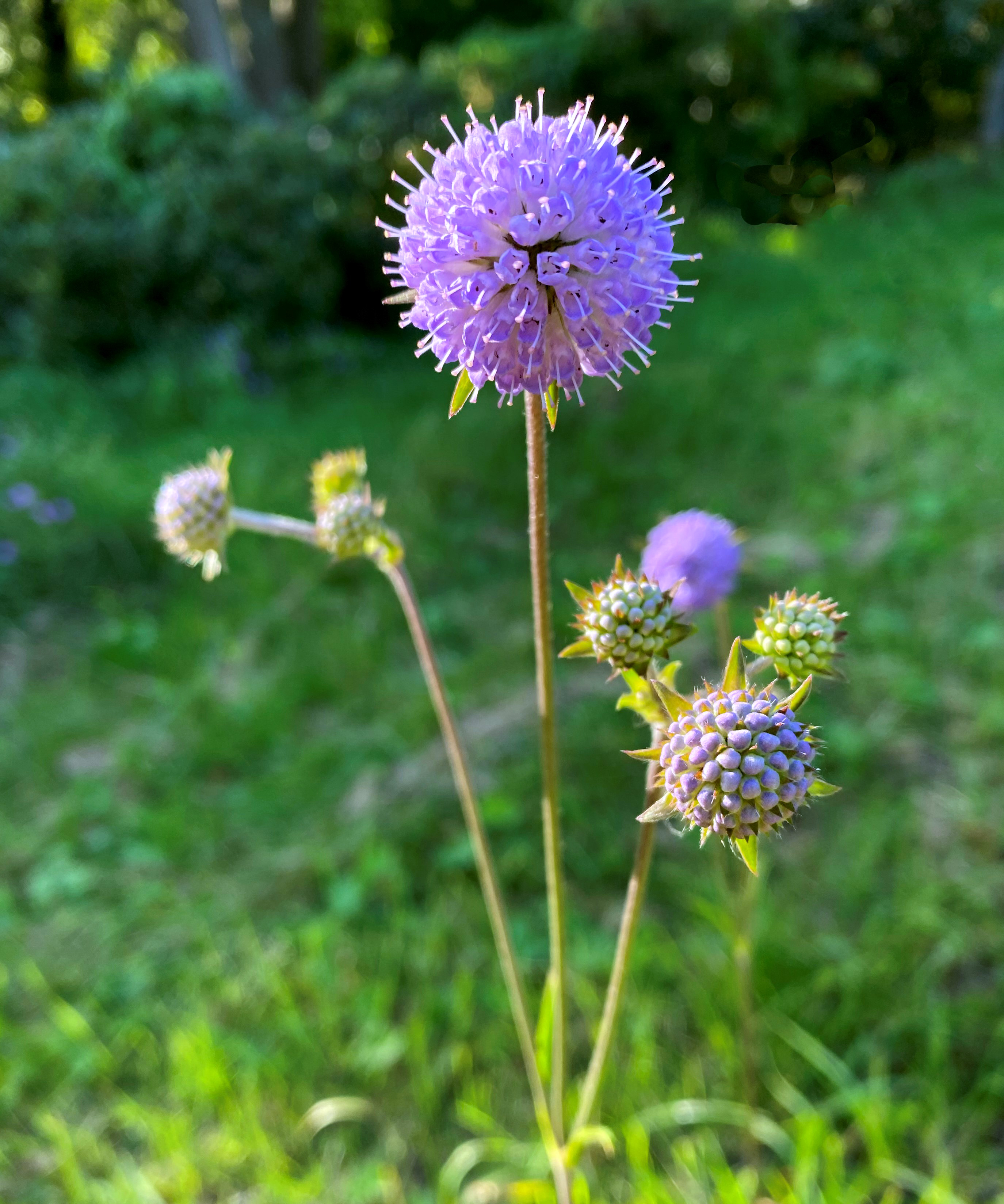
Teufelsabbiss (Succisa pratensis)
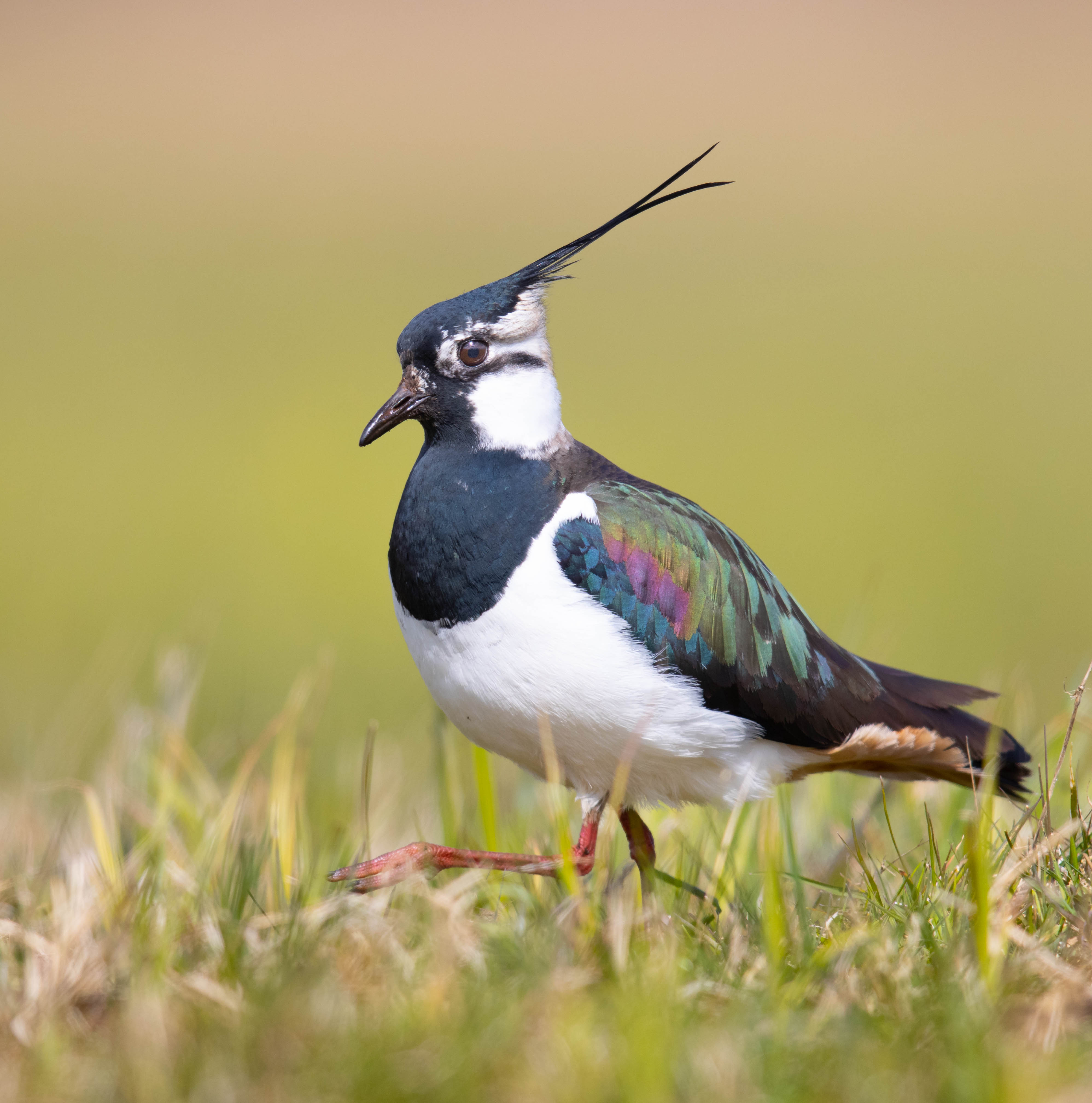
Kiebitz (Vanellus vanellus)
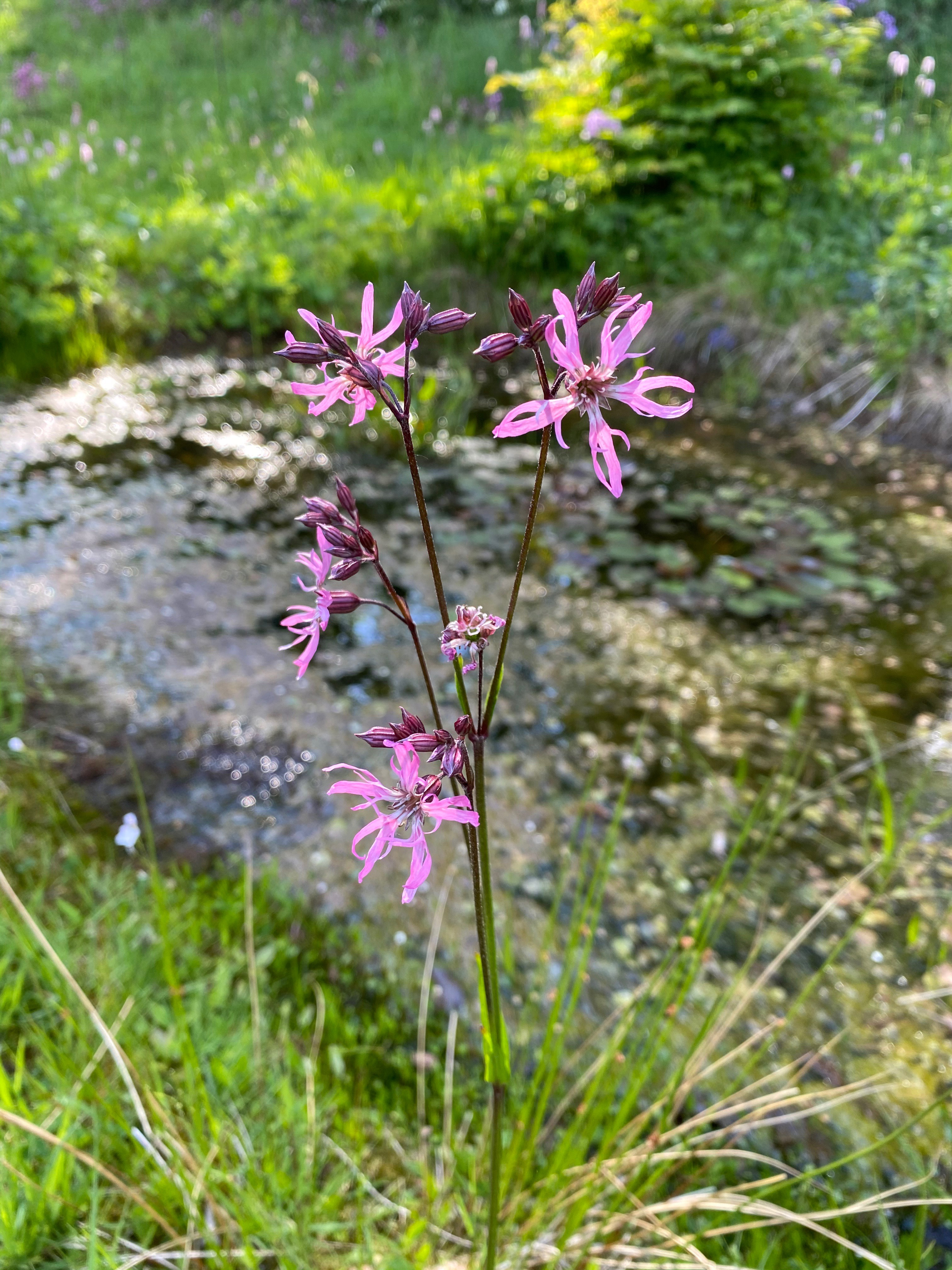
Kuckucks-Lichtnelke (Lychnis flos-cuculi)
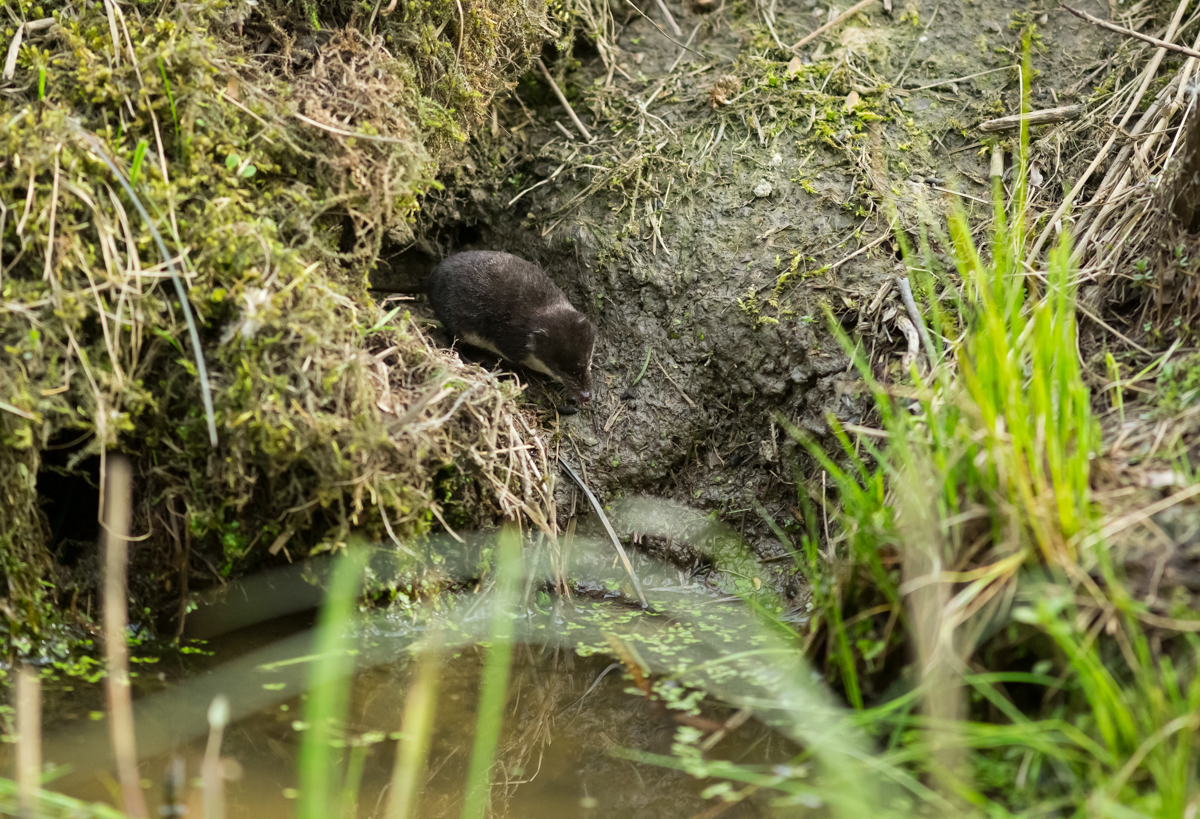
Wasserspitzmaus (Neomys fodiens)
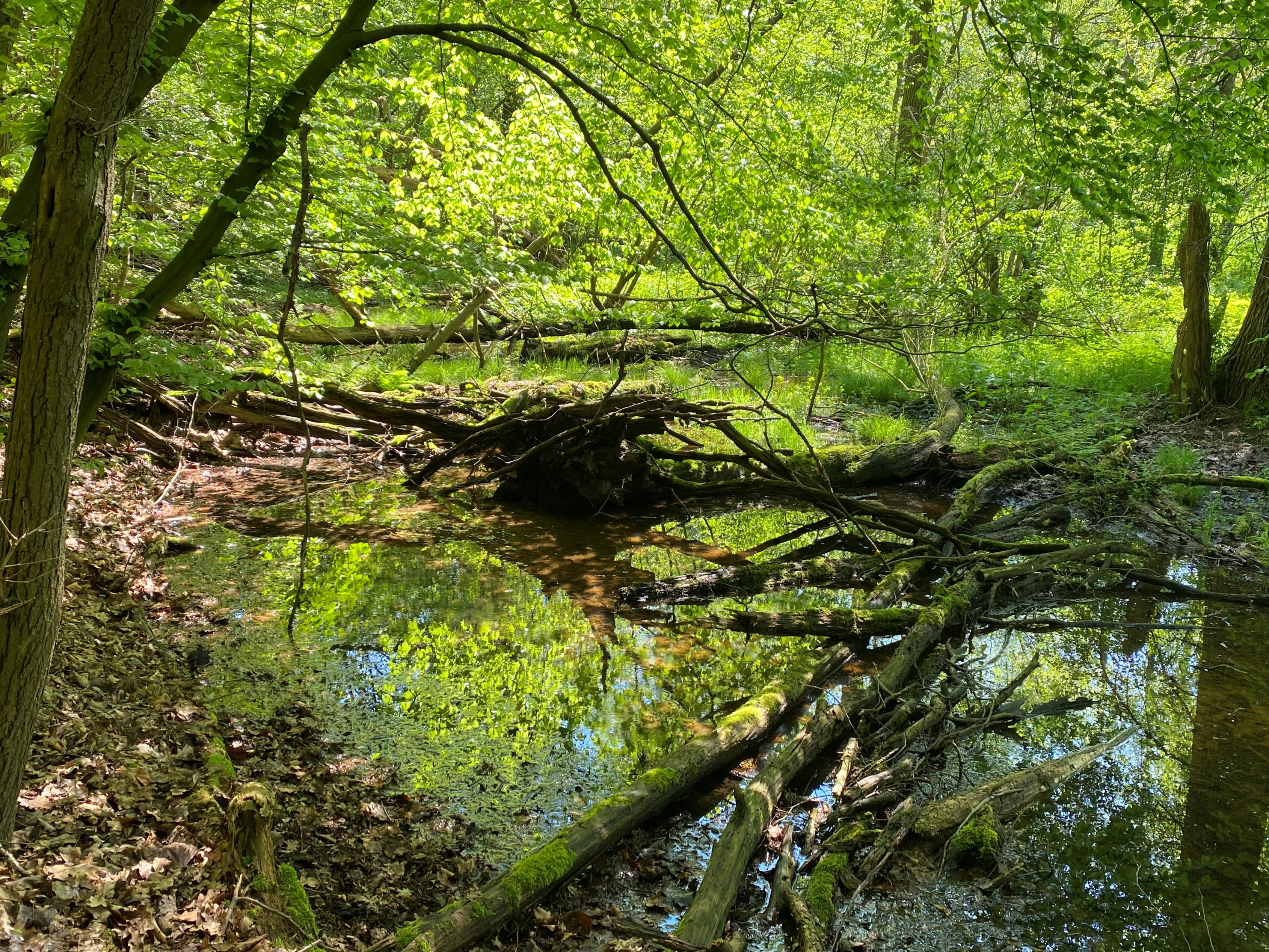
Auwald im nordwestl. Teil des NSG Krabbenheider Bach
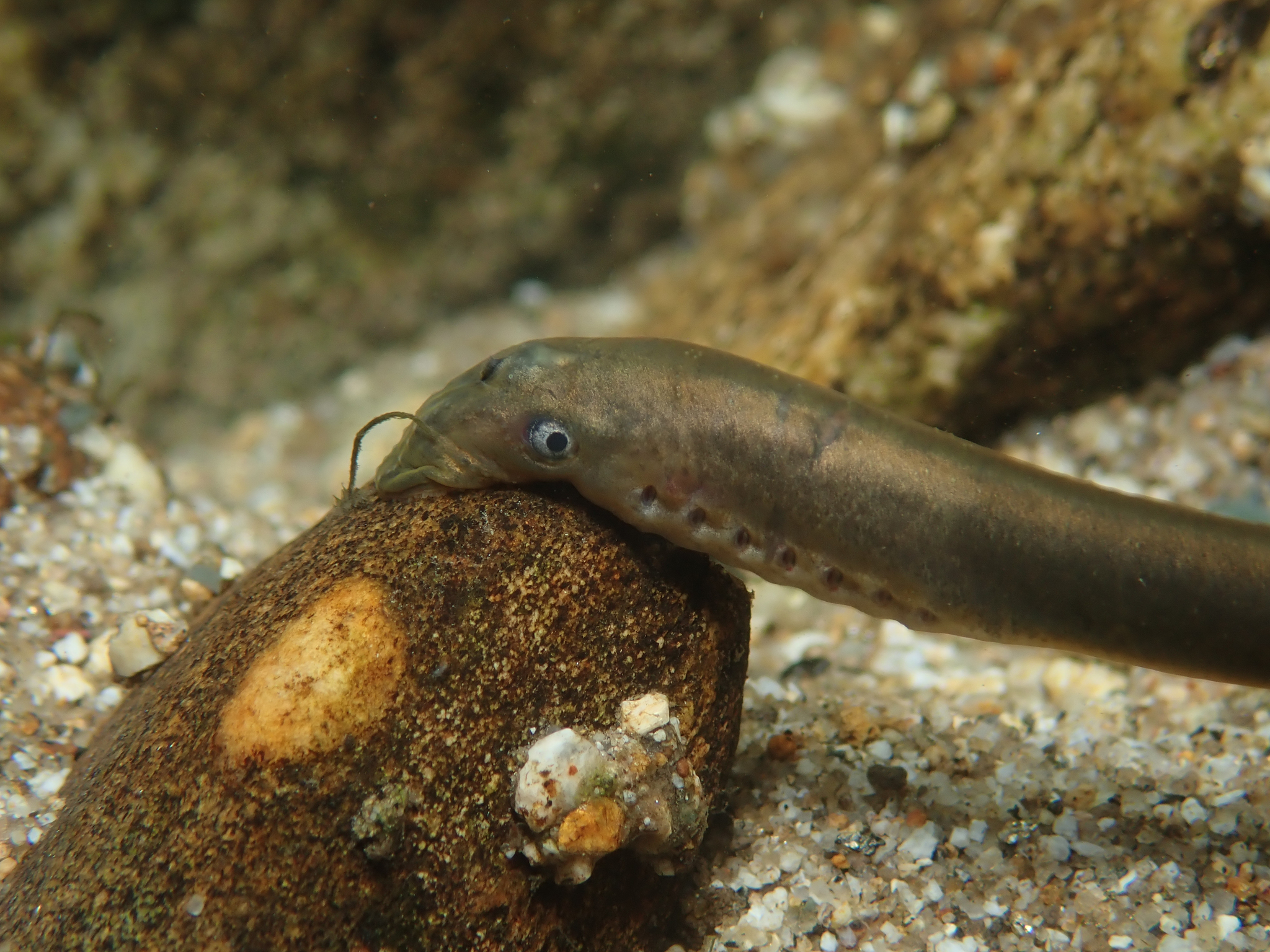
Bachneunauge (Lampetra planeri)
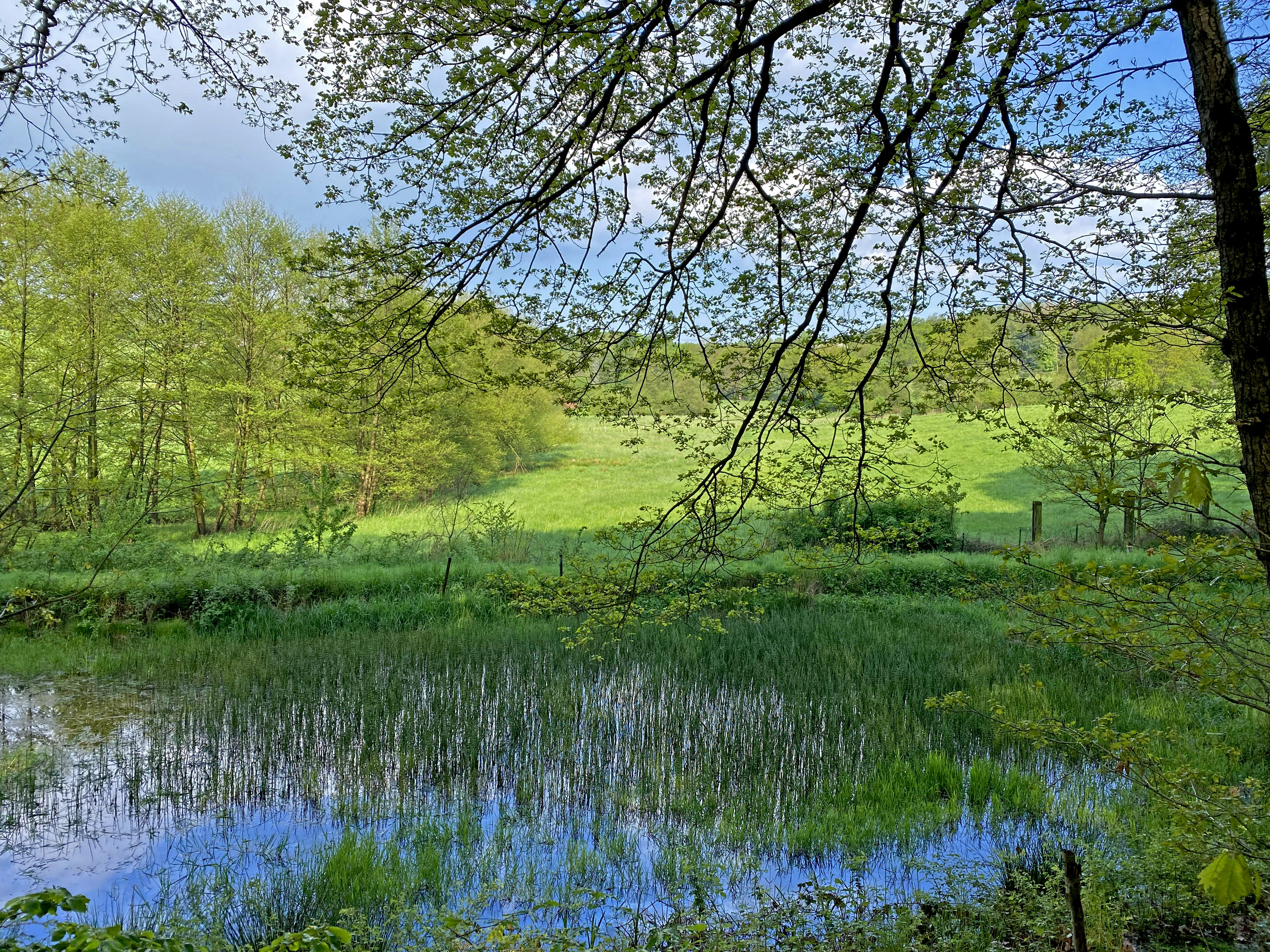
Teich mit Schachtelhalmbestand im mittleren Teil des NSG Krabbenheider Bach
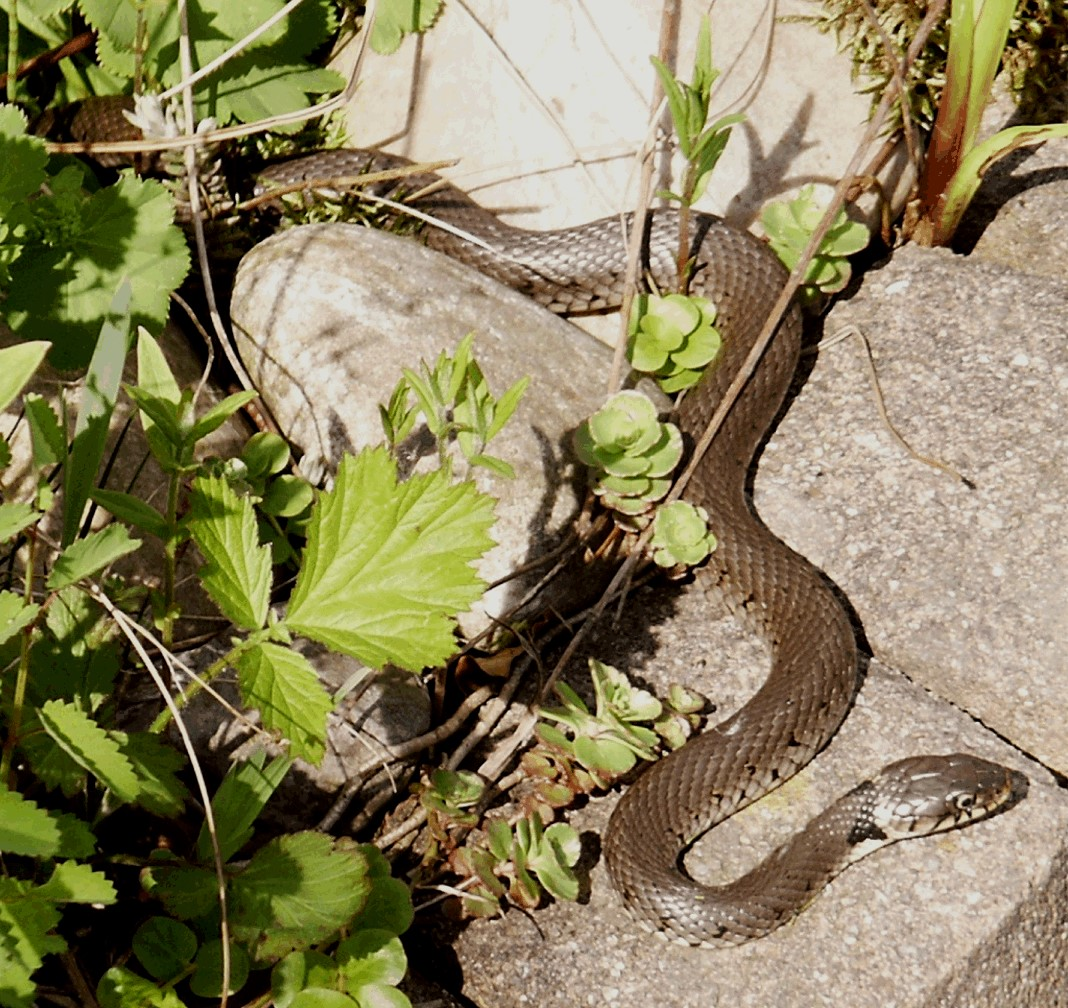
Ringelnatter (Natrix natrix)
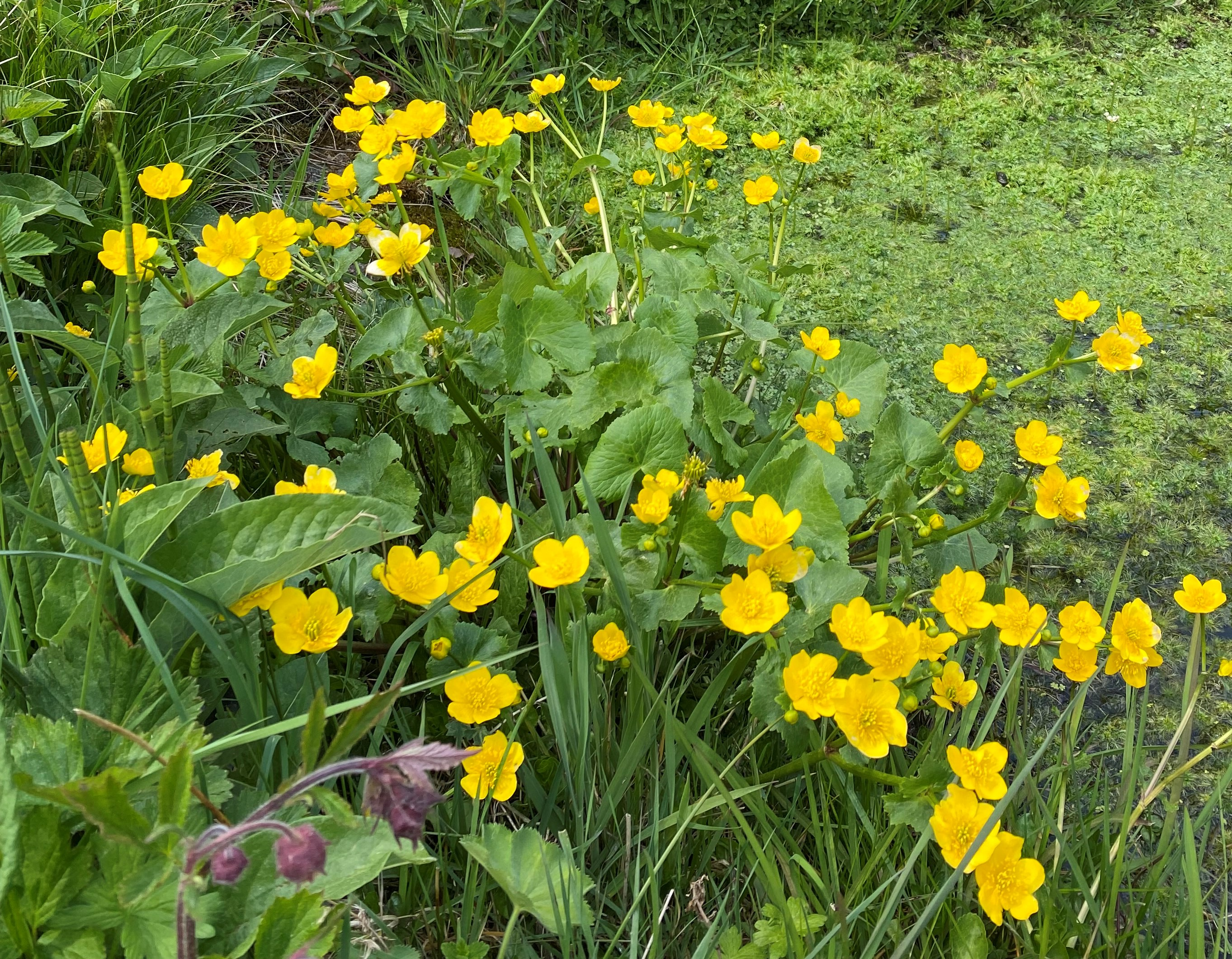
Sumpf-Dotterblume (Caltha palustris)
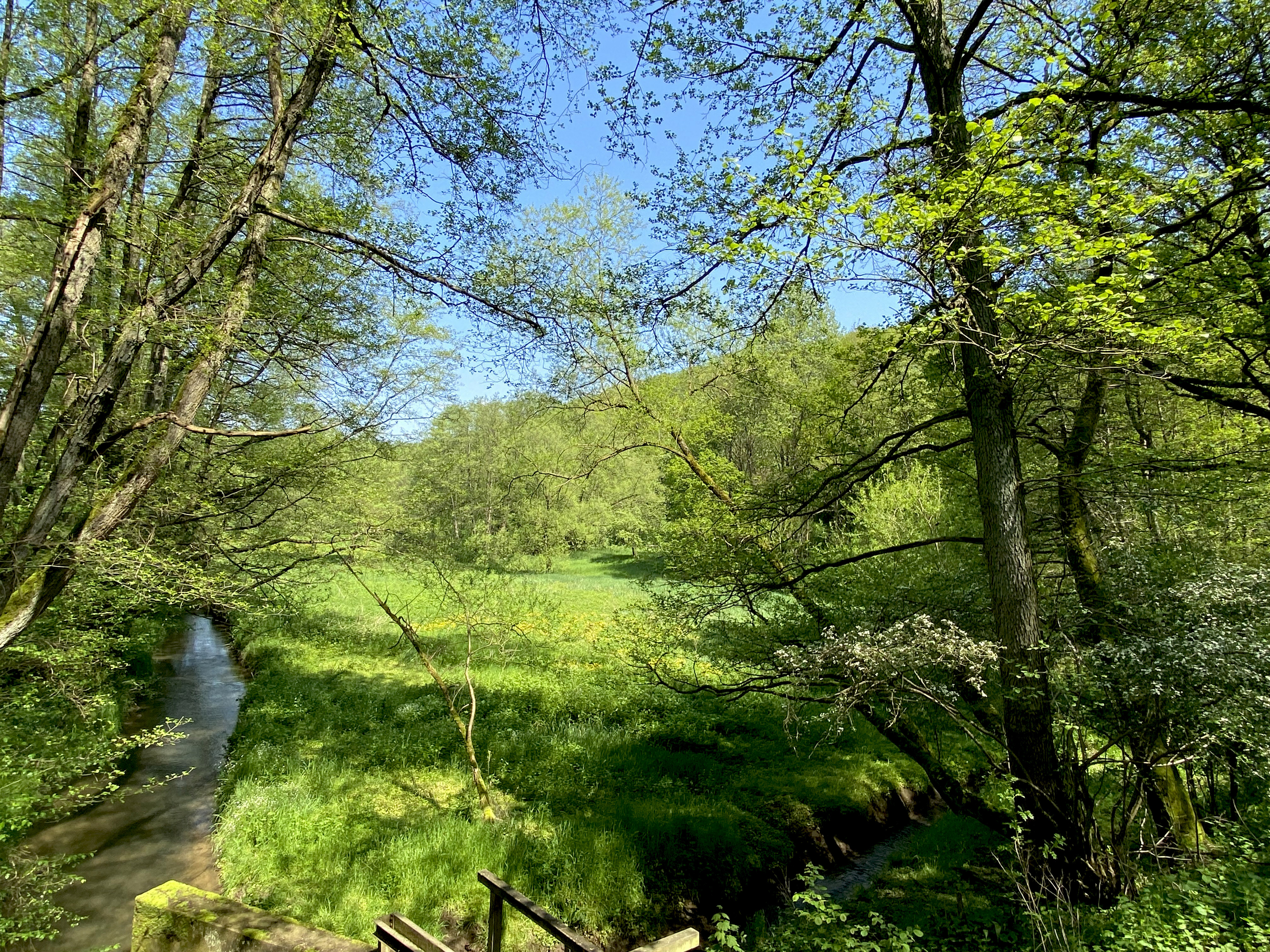
NSG Krabbenheider Bach in Gevelsberg mit Sumpf-Dotterblumenwiesen im südöstl. Teil